# A. Kubilay Ertan
Abdurrahim Kubilay Ertan (* 21. Oktober 1964 in Adana, Türkei) ist ein türkisch-deutscher Mediziner. Der langjährige leitende Oberarzt und zwischenzeitlich stellvertretende Direktor der Universitäts-Frauenklinik in Homburg erhielt 2004 für seine wissenschaftlichen Arbeiten zu pränatalen neuromotorischen Entwicklungsstörungen den Dres. Haackert-Preis.

## Leben
Ertan wurde 1992 mit „magna cum laude“ zum Thema Chronisch toxische und karzinogene Auswirkungen von löslichen bzw. schwerlöslichen anorganischen Verbindungen der Schwermetalle Blei, Nickel, Cadmium und Quecksilber im perinatalen Versuch an BD-IX-Ratten am Deutschen Krebsforschungszentrum der Universität Heidelberg promoviert. 1998 erfolgte seine Anerkennung zum Facharzt für Frauenheilkunde und Geburtshilfe. Seit 2005 ist er Privatdozent für Frauenheilkunde und Geburtshilfe. (Antrittsvorlesung 17. Dezember 2004 an der Universität des Saarlandes über das Thema „Möglichkeiten einer modernen Pränataldiagnostik“.) 2007 wurde Ertan zum Chefarzt der Frauenklinik Leverkusen bestallt (Dienstantritt: 1. September 2007). 2013 erhielt er eine außerplanmäßige Professur an der Universitätsklinik Homburg.
Der insbesondere in den Bereichen Pränataldiagnostik sowie gynäkologische- und Mammasonographie auch forschend tätige Mediziner hat seit den 1990er-Jahren zahlreiche Artikel in wissenschaftlichen Zeitschriften und Fachbuchbeiträge veröffentlicht.